# András Tóth (1949)
András Tóth (Budapest, 5 settembre 1949) è un ex calciatore ungherese, di ruolo centrocampista.

## Carriera

### Club
Ha giocato nella prima divisione ungherese ed in quella belga.

### Nazionale
Ha partecipato ai Mondiali del 1978. In questa occasione ha realizzato su rigore, contro l'Italia, quello che sarebbe rimasto l'unico gol della sua carriera internazionale.

## Palmarès

### Club

#### Competizioni nazionali
- Campionato ungherese: 8

Újpesti Dózsa: 1969, 1970, 1970-1971, 1971-1972, 1972-1973, 1973-1974, 1974-1975, 1977-1978, 1978-1979
- Coppa d'Ungheria: 3

Újpesti Dózsa: 1969, 1970, 1974-1975

#### Competizioni internazionali
- Coppa Piano Karl Rappan: 2

Újpesti Dózsa: 1978
MTK Budapest: 1985

## BIbliografia
- Ki kicsoda a magyar sportéletben? , III. kötet (S–Z). Szekszárd, Babits Kiadó, 1995, 219. o., ISBN 963-495-014-0
- Rejtő László – Lukács László – Szepesi György: Felejthetetlen 90 percek, Budapest, Sportkiadó, 1977, ISBN 963-253-501-4